# Jacques Paul Migne

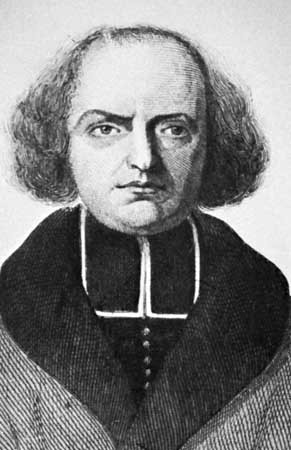
Jacques Paul Migne

Jacques Paul Migne (Saint-Flour, Cantal, 25 oktober 1800 – Parijs, 25 oktober 1875) was een Frans priester die bekend werd door zijn inspanningen om oude christelijke teksten in goedkope edities te drukken. Zijn uitgaven van encyclopedieën, teksten van de kerkvaders en middeleeuwse auteurs bleven ondanks hun tekortkomingen nog lang in gebruik, ook in de wetenschap, met name voor de patristiek en patrologie.
Migne studeerde theologie in Orléans. In 1836 richtte hij een uitgeverij op in Petit Montrouge, een toenmalige Parijse buitenwijk. Hier begon hij in een verbluffend tempo aan de uitgave van verschillende werken in goedkope edities voor de clerus op het Franse platteland. De lage kwaliteit van het gebruikte papier is er wel debet aan dat deze uitgaven momenteel door verzuring vaak in slechte staat verkeren. Migne begon met de publicatie van een reeks bijbelcommentaren, de Scripturae sacrae cursus completus, en de Theologiae cursus. Beide reeksen omvatten 28 delen en verschenen tussen 1840 en 1845. Voor dergelijke ondernemingen schakelde Migne min of meer deskundige medewerkers in. Er volgde een Encyclopédie théologique (171 delen, 1844-1846) en een Collection des auteurs sacrés (100 delen, 1846-1848).
Aan zijn beroemdste uitgavenreeks, de Patrologiae cursus completus, werkte met name abbé Jean-Baptiste-François Pitra mee, een archeoloog, theoloog en groot kenner van middeleeuwse teksten in handschrift en druk. Pitra was een monnik van de Abdij van Solesmes, en werd later bibliothecaris van de Biblioteca Apostolica Vaticana. Het bekendst is de Series latina. Meestal noemt men deze onderreeks Patrologia Latina (afgekort: PL) die 221 delen omvat. Daarnaast liet Migne een Series Graeca (PG) (85 delen, 1856-1857 (Latijnse vertalingen); 161 delen, 1857-1858, in het Grieks), en een Series Syriaca (PS). Voor deze reeksen vormden edities uit de 17e en 18e eeuw de basis. Door het hoge werktempo laat de tekstweergave vaak te wensen over. Toch werden op deze manier deze oude uitgaven, en überhaupt de teksten zelf, voor het eerst breed toegankelijk op een wijze die doet denken aan het succes van de pocketreeksen in de jaren vijftig en zestig van de 20e eeuw. Een aantal teksten bleef lange tijd enkel via Migne binnen handbereik. In de tweede helft van de 20e eeuw verschenen er indices om de Patrologia Latina nog beter te ontsluiten.  Tegenwoordig is er zelfs een cd-romversie en een online versie beschikbaar, hoewel er van vele teksten in reeksen als het Corpus Scriptorum Ecclesiasticorum Latinorum en het Corpus Christianorum tekstkritische edities bestaan. Een beperking is wel dat Mignes PL ophield bij de 13e eeuw. Aan het Corpus Christianorum is daarom een Continuatio Mediaevalis toegevoegd met teksten na 1200.
Mignes Imprimerie Catholique verkocht rechtstreeks aan de klant buiten de boekhandel om. In 1868 brandde de drukkerij met alle kopij, zetsel en gedrukte voorraden af. De aartsbisschop van Parijs ontnam Migne het recht om nog langer een uitgeverij te leiden. De Frans-Duitse Oorlog van 1870 deed de Franse economie instorten waardoor ook de vraag naar boeken sterk afnam. Het betekende binnen korte tijd de doodsteek voor deze uitgeverij.